# Deborah Kampmeier
Deborah Kampmeier (Chattanooga, 21 novembre 1964) è una regista e sceneggiatrice statunitense.

## Biografia
Nata negli Stati Uniti il 21 novembre 1964, ha svolto inizialmente il mestiere di insegnante presso l'Università di New York e in seguito in due scuole di recitazione, lo Stella Adler Conservatory e il National Shakespeare Conservatory. Il suo debutto nel cinema avviene nel 2003, anno in cui scrive e dirige il film Virgin, attraverso il quale si aggiudica quattro prestigiosi premi, tra i quali quello della Migliore Sceneggiatura. Nel 2007, dirige e produce Hounddog, con protagonista la giovane Dakota Fanning, pur non ottenendo il successo sperato.

## Filmografia

### Cinema
- Virgin (2003)
- Hounddog (2007)
- Split (2016)

### Televisione
- FBI: International – serie TV, episodi 1x03-1x04-2x14 (2021-2023)
- Clarice – serie TV, episodi 1x08-1x09 (2021)
- Tales of the Walking Dead – serie TV, episodio 1x06 (2022)
- Star Trek: Discovery – serie TV, episodio 4x10 (2022)
- Star Trek: Picard – serie TV, episodi 3x07-3x08 (2023)
- Shelter (Harlan Coben's Shelter) – serie TV, episodi 1x05-1x06 (2023)
- The Gilded Age – serie TV, 5 episodi (2023-2025)
- Outer Range – serie TV, episodi 2x03-2x05 (2024)
- Brilliant Minds – serie TV, episodio 1x04 (2024)

## Riconoscimenti
Hamptons International Film Festival
- 2003: Vincitrice del Hamptons International Film Festival per la Miglior Sceneggiatura per Virgin
- 2003: Candidatura al Golden Starfish Award per Best Fiction Feature Film per Virgin

Independent Spirit Awards
- 2004: Candidatura al Premio John Cassavetes per Virgin

Nashville Film Festival
- 2003: Vincitrice del Dreammaker Award (2º posto) per Virgin

Santa Fe Film Festival
- 2003: Vincitrice del Milagro Award per Virgin

Sundance Film Festival
- 2007: Candidatura al Grand Jury Prize per Hounddog

Toronto Female Eye Film Festival
- 2003: Candidatura al Jury Award per Virgin